# Ismo Lius
Ismo Lius, född 30 november 1965 i Lahtis, är en finländsk före detta fotbollsspelare. Under sin karriär spelade han bland annat för FC Kuusysi, Beveren och HJK Helsingfors. Han gjorde även 36 landskamper för Finlands landslag.
1985 blev Lius utsedd till Årets fotbollsspelare i Finland.

## Meriter
FC Kuusysi
- Tipsligan: 1984, 1986, 1989
- Finlands cup: 1983, 1987

HJK Helsingfors
- Tipsligan: 1992
- Finlands cup: 1996